# Harrachov
Harrachov (niem. Harrachsdorf) – miasto w północnych Czechach położone na terenie kraju libereckiego w Karkonoszach, 4 km od granicy Polski. Przed przystąpieniem Polski i Czech do układu z Schengen istniało tu drogowe przejście graniczne Jakuszyce-Harrachov oraz  na szlaku turystycznym przejście graniczne Polana Jakuszycka-Harrachov.
Według danych z 1 stycznia 2024, liczba mieszkańców miasta wynosi 1386 osób (1088. miejsce w kraju wśród miejscowości; 552. miejsce wśród miast).

## Charakterystyka
Najważniejszym elementem miasta jest kompleks skoczni narciarskich Čerťák zbudowany na zboczu Čertovej hory. Pierwsza skocznia narciarska została w Harrachovie zbudowana w 1920 roku. Obecnie w mieście funkcjonuje osiem skoczni wraz z największymi obiektami o punktach konstrukcyjnych K-125 i K-90 oraz mamucia K-185. W Harrachovie ma swoją szkołę skoczków narciarskich Pavel Ploc. Miasto oferuje narciarzom 7 km tras zjazdowych. Narciarzy wożą na szczyt Čertovej hory dwa wyciągi krzesełkowe. Miasto jest też ośrodkiem narciarstwa biegowego (ośrodek narciarski Rýžoviště), a latem bazą wypadową w Karkonosze i Góry Izerskie dla turystów pieszych i rowerzystów.
Harrachov znany jest również z leżącej w części miasta zwanej Nowy Świat (Nový Svět) huty i muzeum szklarstwa z zabytkową kaplicą szklarzy pw. św. Elżbiety (m.in. ołtarz zbudowany z luster i kryształowy dzwon). Mieści się tam Minibrowar Novosad. W granicach miasta znajduje się także Wodospad Mumlawy.
Przez miejscowość przebiega trasa międzynarodowa E65, odcinek między Jelenią Górą przez Szklarską Porębę i Turnov do Mladej Boleslavi (czeska droga krajowa nr 10). Połączenie kolejowe z resztą Czech Harrachov uzyskał w 1958, kiedy w drodze międzypaństwowej umowy między Polską a Czechosłowacją dokonano korekty granic i wymiany przygranicznych terenów w pobliżu Harrachova; Czechosłowacja otrzymała wówczas miejscowość Tkacze, odległą od centrum Harrachova o dwa kilometry, a wraz z nią stację kolejową Kolei Izerskiej, łączącą Liberec z Jelenią Górą. Tkacze noszą dziś nazwę Mýtiny i zaliczane są już do Harrachova.

## Historia
Historia Harrachova rozpoczyna się w XVII w., kiedy powstała tu wieś Dörfl, która następnie w XVIII w. została przemianowana na Harrachsdorf, nosząc od tego czasu nazwę pochodzącą od nazwiska właścicieli, hrabiowskiego rodu Harrachów. W 1945 do miejscowości przyłączono osady Nový Svět i Rýžoviště, a w 1958 Mýtiny (dawne polskie Tkacze).
Miasto szczyci się trzystuletnią tradycją produkcji szkła.
W 1929 roku, w ramach odnowień drzewostanu zniszczonego przez wichurę w listopadzie 1925 na Bilym kopcu nad Harrachovem, z okazji 10 rocznicy powstania Czechosłowacji postanowiono posadzić modrzewie, które ułożono w kształt liczby 10 o wysokości 100 m. Drzewa te widoczne są do dzisiaj, zwłaszcza z przeciwległego Sachrův kopca i późną jesienią, kiedy modrzewie zmieniają swój kolor, wyraźnie odróżniając się od innych, ciemnych drzew iglastych. W 2018, w setną rocznicę powstania Pierwszej Republiki, Dyrekcja czeskiego Karkonoskiego Parku Narodowego i władze Harrachova postanowili uczcić to wydarzenie poprzez dodanie do „10” cyfry zero, aby w ten sposób utworzyć liczbę „100”.

## Turystyka

"Niemy znak" dla Harrachova

- Labská bouda, Dvoračky i dalej na Przełęcz Karkonoską
- Jakuszyce, Hejnice
- Szpindlerowy Młyn, Śnieżka
- Rokytnice nad Jizerou

Poza udostępnioną do zwiedzania hutą szkła „Novosad i syn Harrachov” z unikatowym zabytkowym urządzeniem do szlifowania szkła napędzana przez przekładnie i turbiny wodne, Harrachov posiada także Muzeum Szkła, Muzeum Górnictwa (Hornické muzeum) z 1000-metrową sztolnią, Muzeum Narciarstwa oraz należące do Karkonoskiego Parku Narodowego muzeum "Šindelka". W mieście znajduje się ponadto kościół św. Wacława. Do atrakcji turystycznych zalicza się również ścieżkę edukacyjną hrabiego Jana Harracha poświęconą pszczelarstwu.
Powyżej miejscowości znajduje się malowniczy wodospad Mumlavy.

## Części Harrachova
- Harrachov
- Mýtiny
- Nový Svět
- Ryžoviště

## Demografia
| Rok             | 2008 | 2016 | 2024 |
| --------------- | ---- | ---- | ---- |
| Liczba ludności | 1574 | 1470 | 1386 |

## Zdjęcia

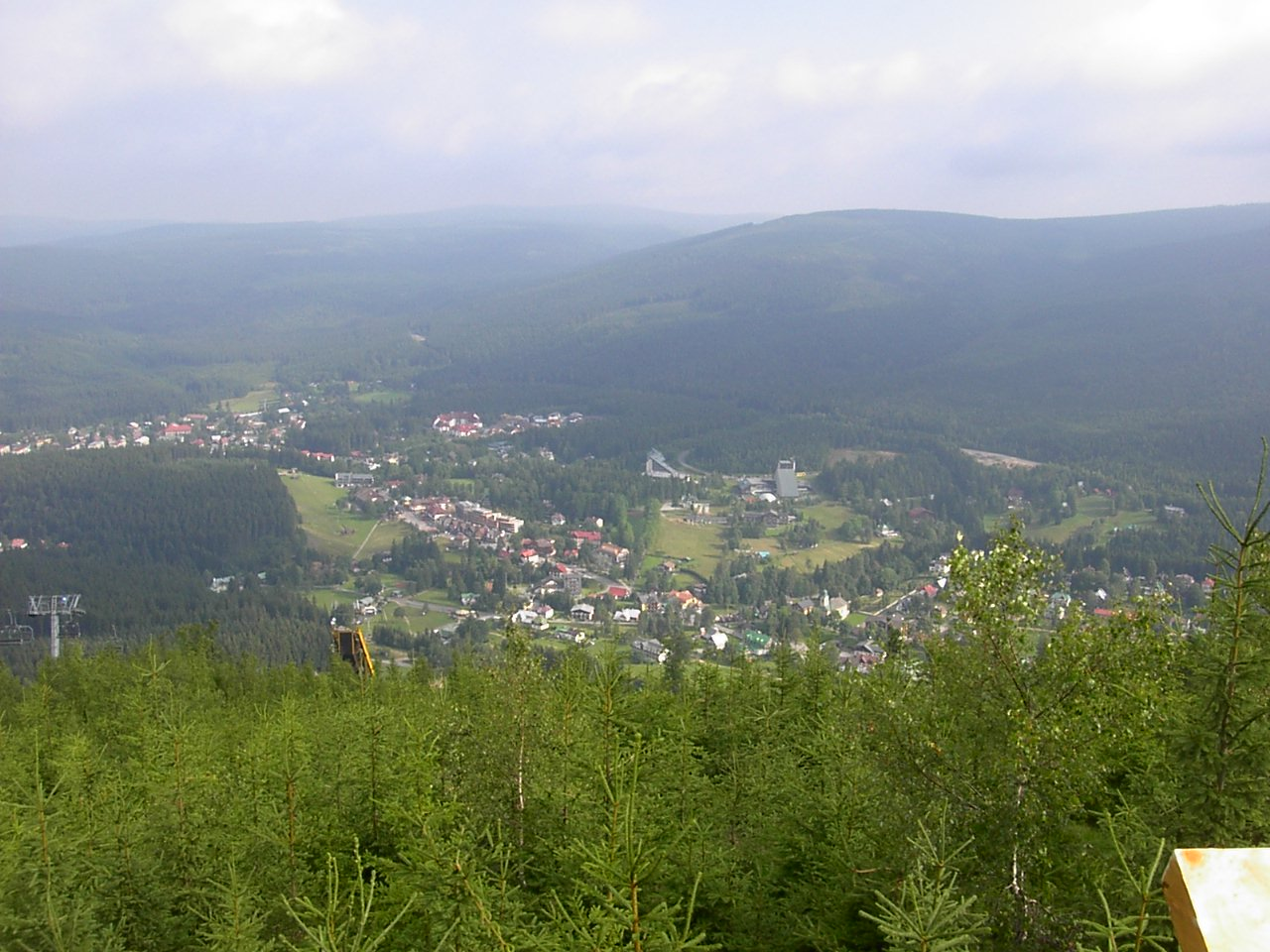
Panorama miasta
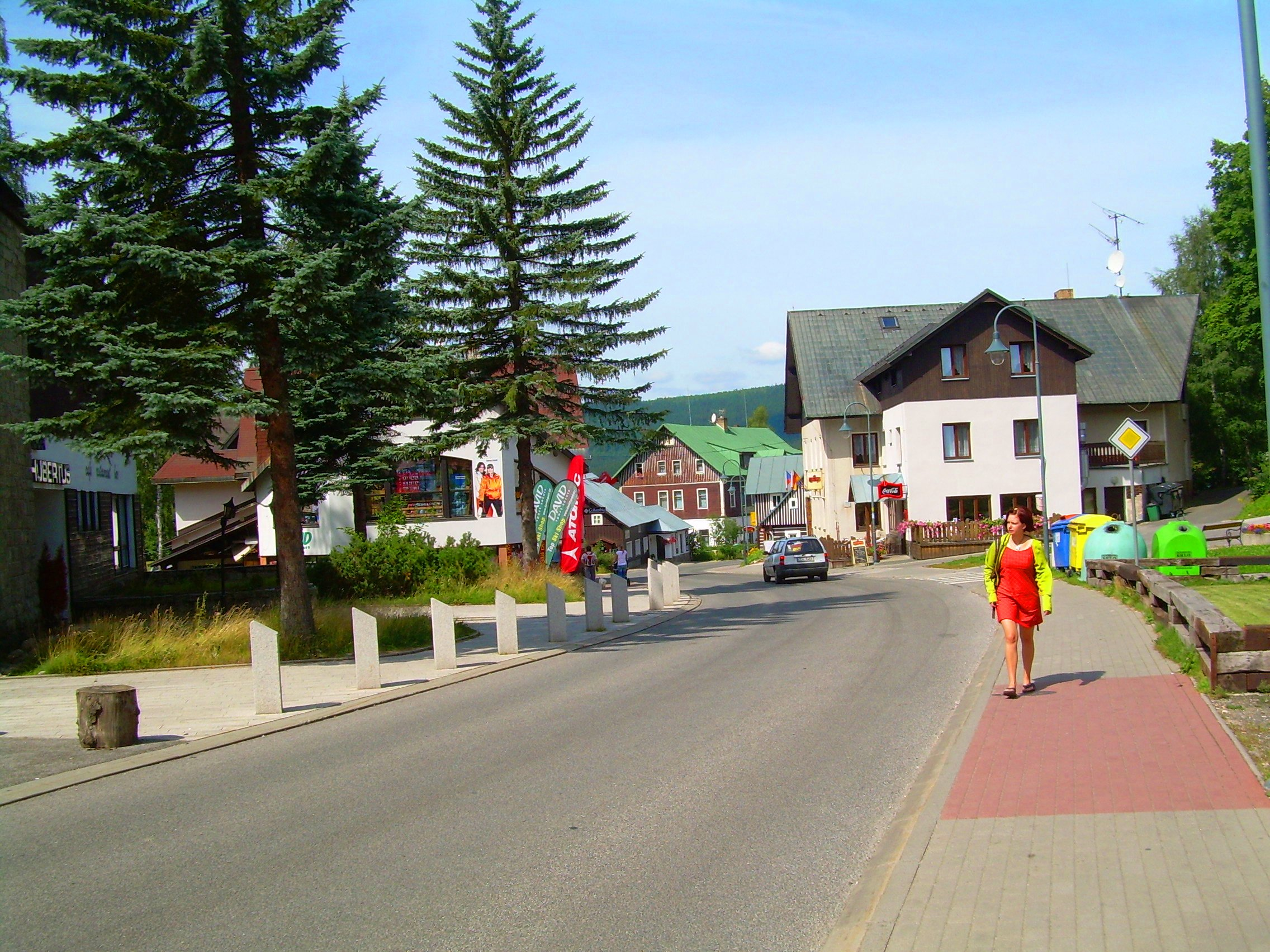
Główna ulica miasta
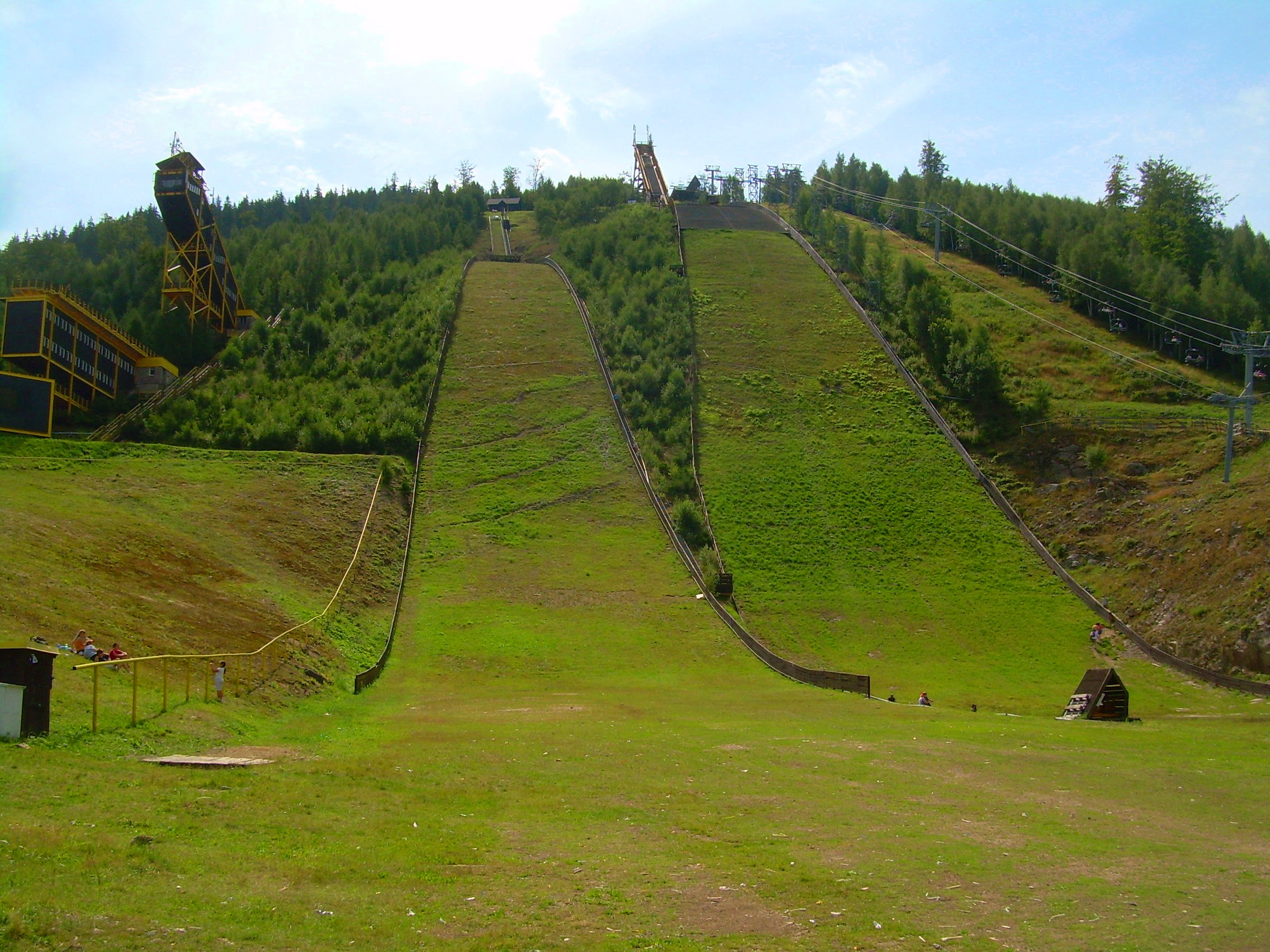
Skocznie Čerťák K125 i K185
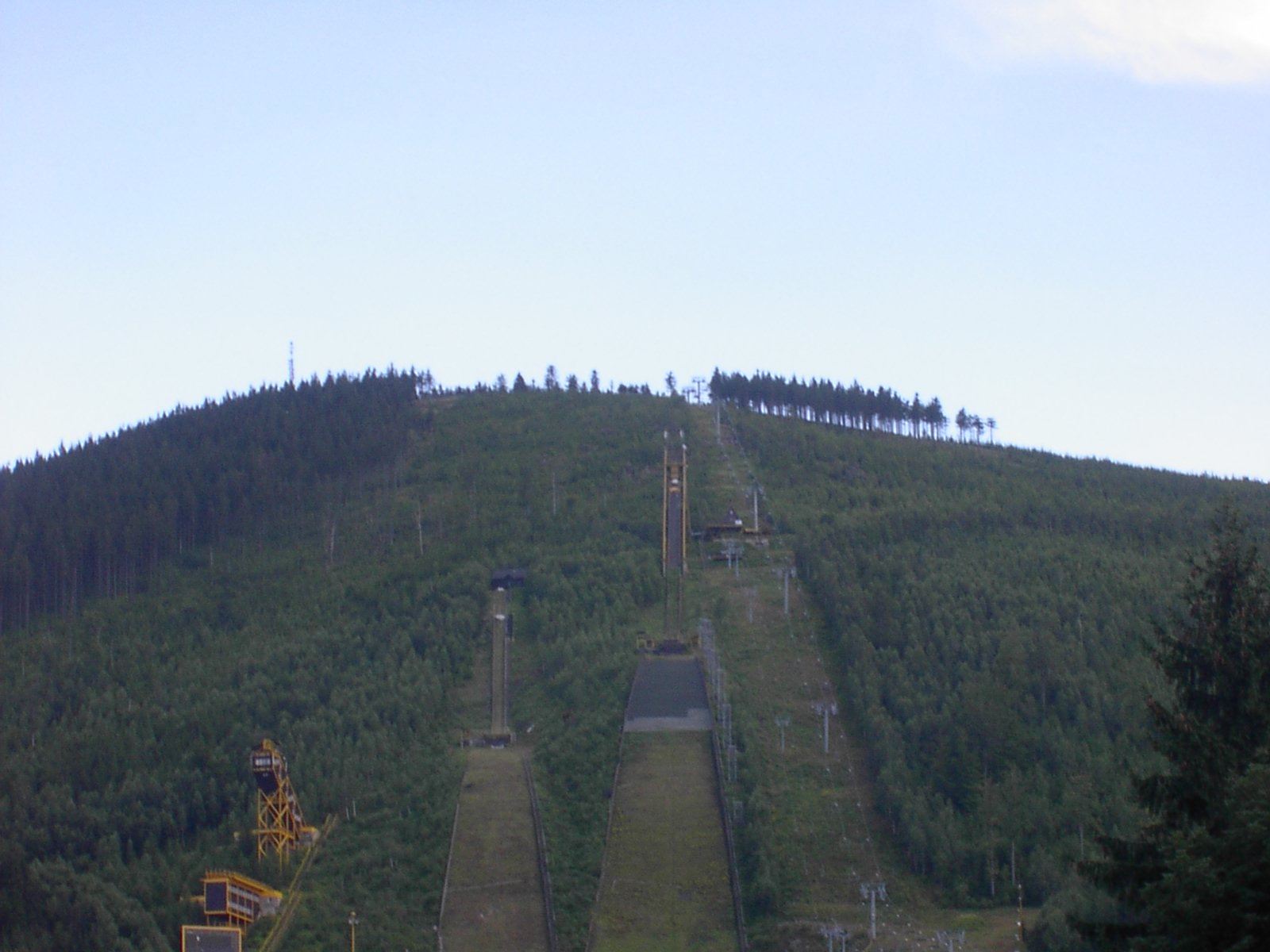
Skocznie narciarskie w Harrachovie
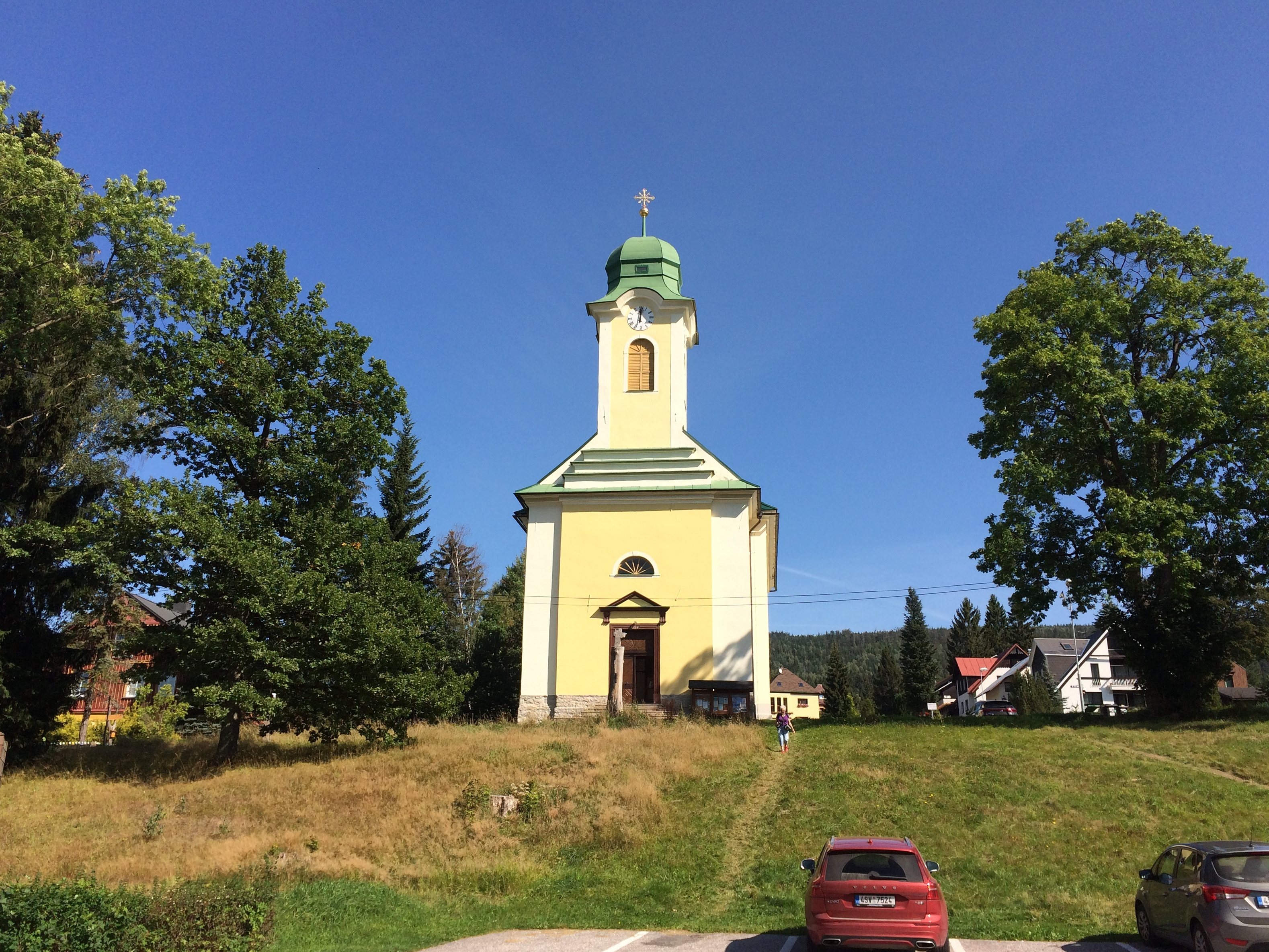
Kościół św. Wacława w Harrachovie
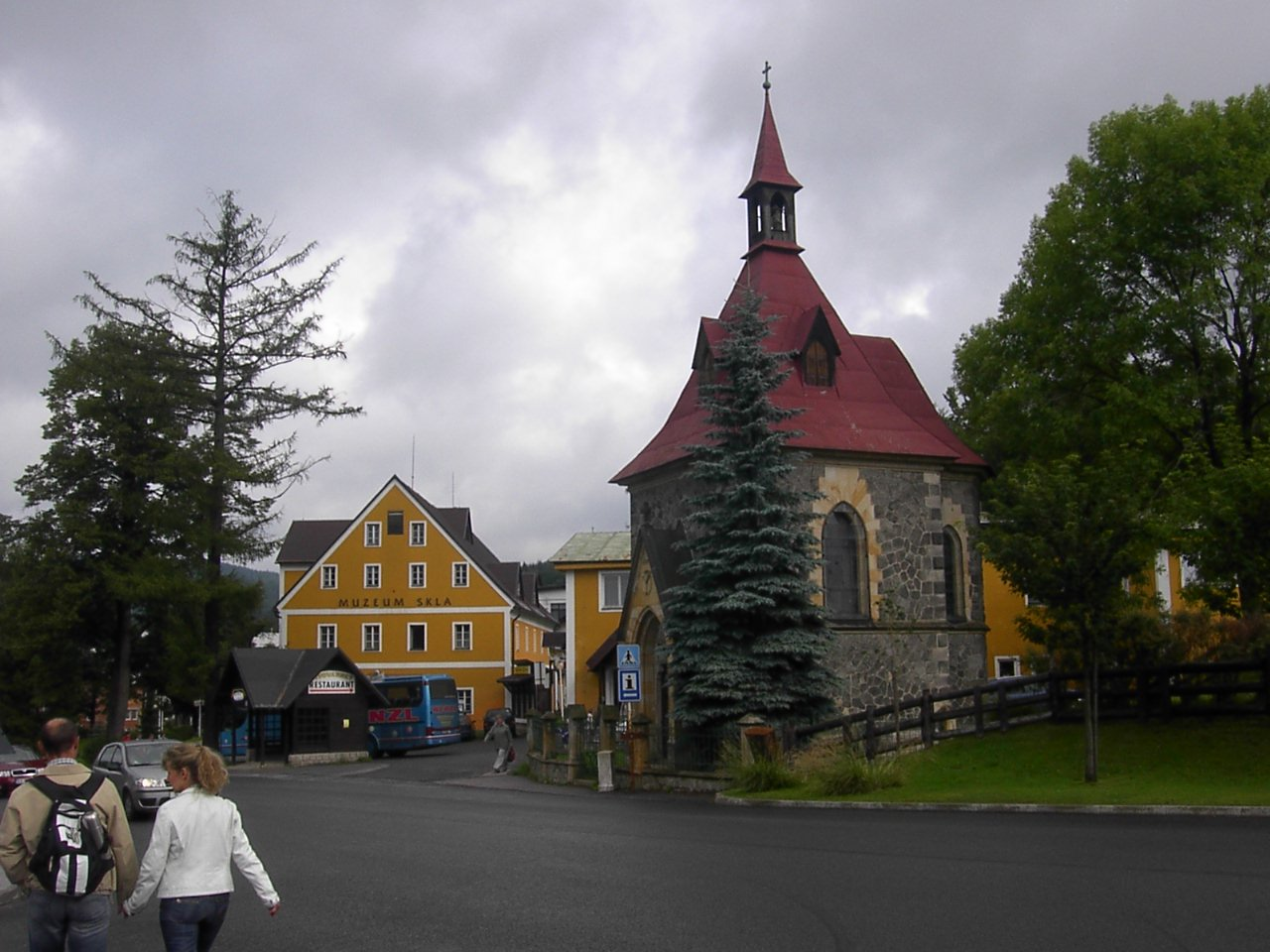
Huta szkła i kaplica św. Elżbiety w Harrachovie-Nowym Świecie
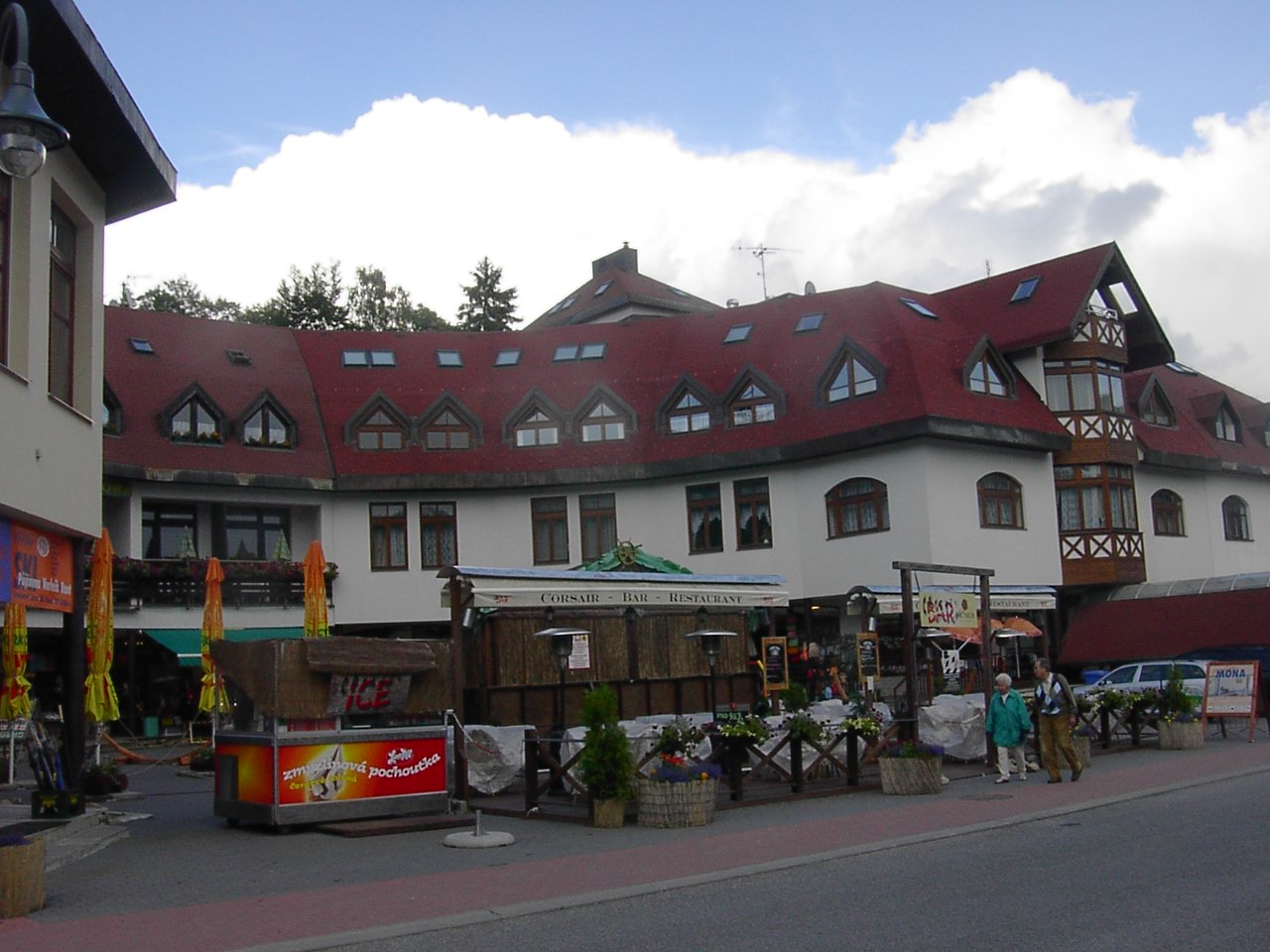
Harrachov centrum
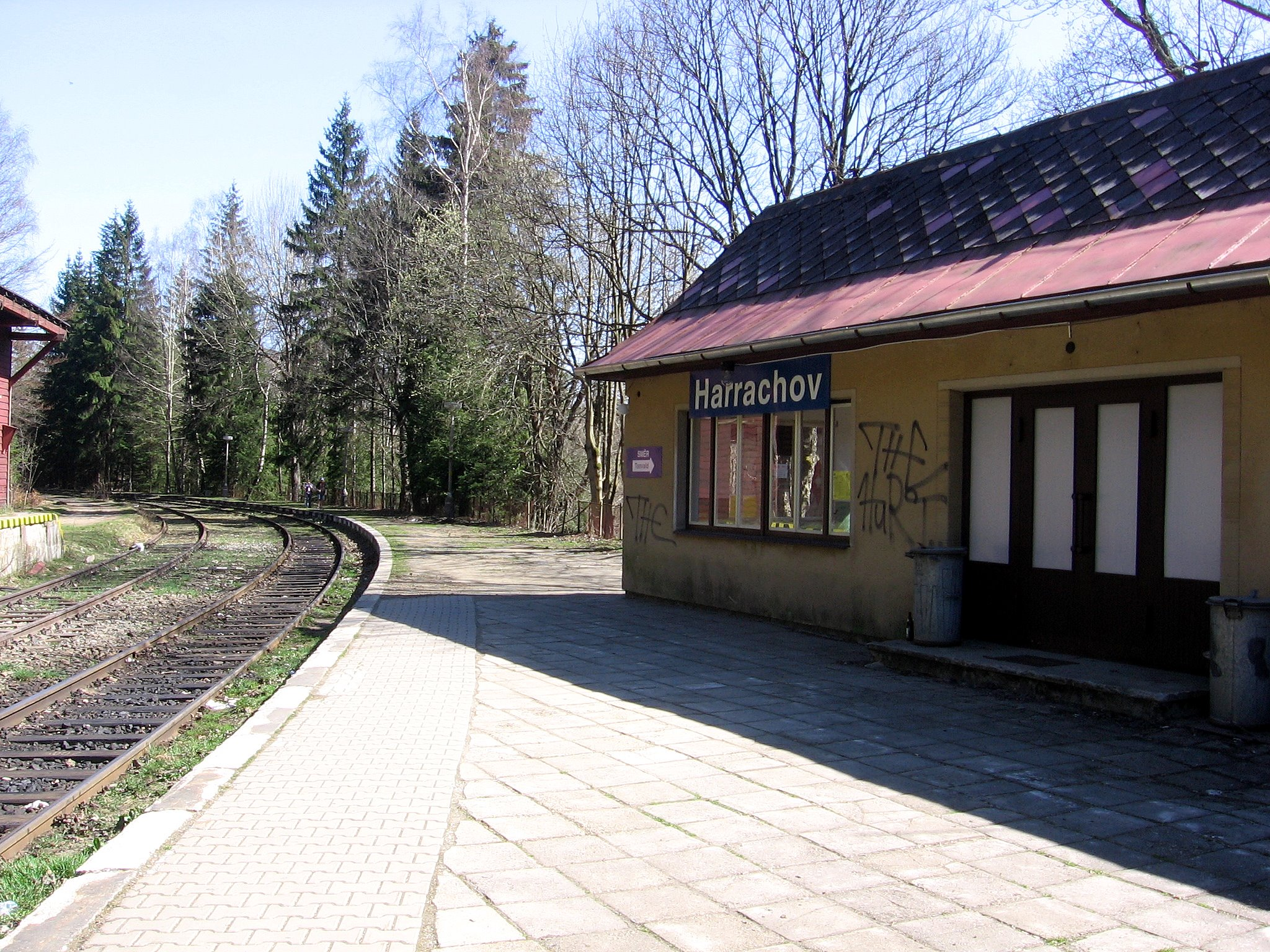
Harrachov stacja kolejowa

## Miasta partnerskie
- Szklarska Poręba